# Trupa Wertera Utrata
Trupa Wertera Utrata – polska grupa muzyczna zaliczana do nurtu muzyki alternatywnej, istniejąca w latach 1987–1992 i powoływana do pojedynczych występów w latach 2002 i 2006 oraz celem nagrania płyty podsumowującej dorobek zespołu w latach 2010–2011. Członkowie zespołu utworzyli w 1992 roku wraz z Marcinem Świetlickim zespół Świetliki.

## Skład
- Grzegorz Dyduch – bas
- Tomasz Radziszewski – gitary, śpiew, autor słów
- Marek Piotrowicz – perkusja
- Krzysztof Kurdziel – gitary (w latach 1987–1988)
- Izabela Kaluta – śpiew (w latach 1991–1992)

## Dyskografia
Zespół w okresie istnienia nie publikował nagrań. W 2011 roku w wydawnictwie Karrot Kommando zespół opublikował płytę Złośliwość rzeczy martwych zawierającą 14 nowo nagranych (w okresie od stycznia 2010 do kwietnia 2011 roku) i 11 archiwalnych utworów (nagranych w latach 1988–1992).